# NGC 3550
NGC 3550 је елиптична галаксија у сазвежђу Велики медвед која се налази на NGC листи објеката дубоког неба.
Деклинација објекта је + 28° 46' 4" а ректасцензија 11h 10m 38,3s. Привидна величина (магнитуда) објекта NGC 3550 износи 13,2 а фотографска магнитуда 14,2. NGC 3550 је још познат и под ознакама UGC 6214, MCG 5-27-2, CGCG 155-82, DRCG 23-39, CGCG 156-3, KCPG 274A, PGC 33927.